# Первомаєвка (Бурятія)
Первомаєвка (рос. Первомаевка) — село Заіграєвського району, Бурятії Росії. Входить до складу Сільського поселення Первомаєвське.
Населення — 807 осіб (2015 рік).